# Paraclimbing-Weltcup 2023
Der Paraclimbing-Weltcup 2023 (offiziell IFSC Paraclimbing World Cup Series 2023) war die zehnte Saison des Paraclimbing-Weltcups.

## Ablauf
Die Lead-Wettkämpfe fanden in je zehn verschiedenen Kategorien für Männer und Frauen statt.
- 16. – 17. Mai in  Salt Lake City
- 12. – 13. Juni in  Innsbruck
- 23. – 24. Juni in  Villars-sur-Ollon

Anfang August fand die Paraclimbing-Weltmeisterschaft 2023 in Bern statt.

## Ergebnisse
Wenn ein Wettbewerb in einer Kategorie nicht stattfindet, beispielsweise wegen zu geringer Teilnehmerzahl, werden die Athletinnen und Athleten einer anderen Kategorie zugewiesen (Merging). Seit dieser Saison wird in der Kategorie AU1 kein Wettbewerb mehr abgehalten.

### Frauen
| B10 | Wettkampf         | 1. Platz        | 2. Platz        | 3. Platz        |
| --- | ----------------- | --------------- | --------------- | --------------- |
| B10 | Salt Lake City    | in Kategorie B3 | in Kategorie B3 | in Kategorie B3 |
| B10 | Innsbruck         | in Kategorie B3 | in Kategorie B3 | in Kategorie B3 |
| B10 | Villars-sur-Ollon | in Kategorie B3 | in Kategorie B3 | in Kategorie B3 |

| B20 | Wettkampf         | 1. Platz        | 2. Platz        | 3. Platz        |
| --- | ----------------- | --------------- | --------------- | --------------- |
| B20 | Salt Lake City    | in Kategorie B3 | in Kategorie B3 | in Kategorie B3 |
| B20 | Innsbruck         | in Kategorie B3 | in Kategorie B3 | in Kategorie B3 |
| B20 | Villars-sur-Ollon | in Kategorie B3 | in Kategorie B3 | in Kategorie B3 |

| B30 | Wettkampf         | 1. Platz          | 2. Platz          | 3. Platz          |
| --- | ----------------- | ----------------- | ----------------- | ----------------- |
| B30 | Salt Lake City    | Seneida Biendarra | Phoebe Barken     | Ionela Grecu      |
| B30 | Innsbruck         | Abigail Robinson  | Edith Scheinecker | Ionela Dragan     |
| B30 | Villars-sur-Ollon | Abigail Robinson  | Linda Le Bon      | Edith Scheinecker |

| AL1 | Wettkampf         | 1. Platz         | 2. Platz         | 3. Platz         |
| --- | ----------------- | ---------------- | ---------------- | ---------------- |
| AL1 | Salt Lake City    | in Kategorie RP1 | in Kategorie RP1 | in Kategorie RP1 |
| AL1 | Innsbruck         | in Kategorie RP1 | in Kategorie RP1 | in Kategorie RP1 |
| AL1 | Villars-sur-Ollon | in Kategorie RP1 | in Kategorie RP1 | in Kategorie RP1 |

| AL2 | Wettkampf         | 1. Platz      | 2. Platz       | 3. Platz        |
| --- | ----------------- | ------------- | -------------- | --------------- |
| AL2 | Salt Lake City    | Lucie Jarrige | Sarah Larcombe | Mary Tankersley |
| AL2 | Innsbruck         | Lucie Jarrige | Sarah Larcombe | Joanna Newtom   |
| AL2 | Villars-sur-Ollon | Lucie Jarrige | Sarah Larcombe | Hannah McFadden |

| AU2 | Wettkampf         | 1. Platz      | 2. Platz        | 3. Platz         |
| --- | ----------------- | ------------- | --------------- | ---------------- |
| AU2 | Salt Lake City    | Solenne Piret | Maureen Beck    | Isabel Benvenuti |
| AU2 | Innsbruck         | Solenne Piret | Lucia Capovilla | Maureen Beck     |
| AU2 | Villars-sur-Ollon | Solenne Piret | Maureen Beck    | Lucia Capovilla  |

| AU3 | Wettkampf         | 1. Platz          | 2. Platz         | 3. Platz         |
| --- | ----------------- | ----------------- | ---------------- | ---------------- |
| AU3 | Salt Lake City    | in Kategorie RP3  | in Kategorie RP3 | in Kategorie RP3 |
| AU3 | Innsbruck         | Rosalie Schaupert | Manca Smrekar    | Emily McDermott  |
| AU3 | Villars-sur-Ollon | in Kategorie RP3  | in Kategorie RP3 | in Kategorie RP3 |

| RP1 | Wettkampf         | 1. Platz            | 2. Platz             | 3. Platz             |
| --- | ----------------- | ------------------- | -------------------- | -------------------- |
| RP1 | Salt Lake City    | Melissa Ruiz        | Jasmin Plank         | Marta Peche Salinero |
| RP1 | Innsbruck         | Pavitra Vandenhoven | Melissa Ruiz         | Eva Mol              |
| RP1 | Villars-sur-Ollon | Melissa Ruiz        | Marta Peche Salinero | Eva Mol              |

| RP2 | Wettkampf         | 1. Platz         | 2. Platz           | 3. Platz         |
| --- | ----------------- | ---------------- | ------------------ | ---------------- |
| RP2 | Salt Lake City    | Dina Eivik       | Emily Seelenfreund | Miranda Scott    |
| RP2 | Innsbruck         | Dina Eivik       | Jasmin Plank       | Sarah Longhi     |
| RP2 | Villars-sur-Ollon | in Kategorie RP3 | in Kategorie RP3   | in Kategorie RP3 |

| RP3 | Wettkampf         | 1. Platz                | 2. Platz                | 3. Platz          |
| --- | ----------------- | ----------------------- | ----------------------- | ----------------- |
| RP3 | Salt Lake City    | Marina Dias             | Nat Vorel               | Rosalie Schaupert |
| RP3 | Innsbruck         | Marina Dias             | Christiane Luttikhuizen | Martha Evans      |
| RP3 | Villars-sur-Ollon | Christiane Luttikhuizen | Martha Evans            | Marina Dias       |

### Männer
| B10 | Wettkampf         | 1. Platz | 2. Platz                        | 3. Platz    |
| --- | ----------------- | -------- | ------------------------------- | ----------- |
| B10 | Salt Lake City    | Sho Aita | Francisco Javier Aguilar Amoedo | Razvan Nedu |
| B10 | Innsbruck         | Sho Aita | Francisco Javier Aguilar Amoedo | Razvan Nedu |
| B10 | Villars-sur-Ollon | Sho Aita | Francisco Javier Aguilar Amoedo | Razvan Nedu |

| B20 | Wettkampf         | 1. Platz        | 2. Platz                 | 3. Platz          |
| --- | ----------------- | --------------- | ------------------------ | ----------------- |
| B20 | Salt Lake City    | in Kategorie B3 | in Kategorie B3          | in Kategorie B3   |
| B20 | Innsbruck         | Fumiya Hamanoue | Raul Simon Franco        | Richard Slocock   |
| B20 | Villars-sur-Ollon | Fumiya Hamanoue | Guillermo Pelegrín Gómez | Raul Simon Franco |

| B30 | Wettkampf         | 1. Platz             | 2. Platz                    | 3. Platz        |
| --- | ----------------- | -------------------- | --------------------------- | --------------- |
| B30 | Salt Lake City    | Cosmin Florin Candoi | Guillermo Pelegrín Gómez    | Richard Slocock |
| B30 | Innsbruck         | Cosmin Florin Candoi | Daniel-Bebe-Vasilică Andrei | Roland Paillex  |
| B30 | Villars-sur-Ollon | Cosmin Florin Candoi | Daniel-Bebe-Vasilică Andrei | Roland Paillex  |

| AL1 | Wettkampf         | 1. Platz         | 2. Platz           | 3. Platz         |
| --- | ----------------- | ---------------- | ------------------ | ---------------- |
| AL1 | Salt Lake City    | Angelino Zeller  | Markus Pösendorfer | Tanner Cislaw    |
| AL1 | Innsbruck         | Angelino Zeller  | Markus Pösendorfer | Tanner Cislaw    |
| AL1 | Villars-sur-Ollon | in Kategorie RP1 | in Kategorie RP1   | in Kategorie RP1 |

| AL2 | Wettkampf         | 1. Platz        | 2. Platz    | 3. Platz              |
| --- | ----------------- | --------------- | ----------- | --------------------- |
| AL2 | Salt Lake City    | Frederik Leys   | Ethan Zilz  | David Kammerer        |
| AL2 | Innsbruck         | Thierry Delarue | Julien Gasc | Albert Guardia Ferrer |
| AL2 | Villars-sur-Ollon | Thierry Delarue | Gavin Nix   | Shuhei Yuki           |

| AU2 | Wettkampf         | 1. Platz         | 2. Platz         | 3. Platz         |
| --- | ----------------- | ---------------- | ---------------- | ---------------- |
| AU2 | Salt Lake City    | in Kategorie RP2 | in Kategorie RP2 | in Kategorie RP2 |
| AU2 | Innsbruck         | Brian Zarzuela   | Kevin Bartke     | Isak Ripman      |
| AU2 | Villars-sur-Ollon | Kevin Bartke     | Isak Ripman      | Marco Galli      |

| AU3 | Wettkampf         | 1. Platz          | 2. Platz          | 3. Platz          |
| --- | ----------------- | ----------------- | ----------------- | ----------------- |
| AU3 | Salt Lake City    | in Kategorie RP3  | in Kategorie RP3  | in Kategorie RP3  |
| AU3 | Innsbruck         | Dominic Geisseler | Mor Michael Sapir | Maxime Meyer      |
| AU3 | Villars-sur-Ollon | Maxime Meyer      | Mor Michael Sapir | Dominic Geisseler |

| RP1 | Wettkampf         | 1. Platz        | 2. Platz           | 3. Platz           |
| --- | ----------------- | --------------- | ------------------ | ------------------ |
| RP1 | Salt Lake City    | Elliott Nguyen  | Gian Matteo Ramini | Takuya Okada       |
| RP1 | Innsbruck         | Aloïs Pottier   | Takuya Okada       | Sebastian Depke    |
| RP1 | Villars-sur-Ollon | Angelino Zeller | Aloïs Pottier      | Markus Pösendorfer |

| RP2 | Wettkampf         | 1. Platz           | 2. Platz           | 3. Platz         |
| --- | ----------------- | ------------------ | ------------------ | ---------------- |
| RP2 | Salt Lake City    | Brian Zarzuela     | Iván Muñoz Escolar | Philipp Hrozek   |
| RP2 | Innsbruck         | Iván Muñoz Escolar | Benjamin Mayforth  | Brayden Butler   |
| RP2 | Villars-sur-Ollon | Philipp Hrozek     | Benjamin Mayforth  | Manikandan Kumar |

| RP3 | Wettkampf         | 1. Platz          | 2. Platz        | 3. Platz          |
| --- | ----------------- | ----------------- | --------------- | ----------------- |
| RP3 | Salt Lake City    | Mor Michael Sapir | Pietro Azzolini | Ignacio Martinez  |
| RP3 | Innsbruck         | Jamie Barendrecht | Bastien Thomas  | Matthias Bärtschi |
| RP3 | Villars-sur-Ollon | Tadashi Takano    | Bastien Thomas  | Andrej Haršány    |